# Kei Kamara
Pour les articles homonymes, voir Kamara.
Kei Kamara, né le 1er septembre 1984 à Kenema, est un footballeur international sierraléonais. Il joue au poste d'attaquant au FC Cincinnati.

## Biographie
Kei Kamara grandit à Kenema, élevé par sa tante dès l'âge de six ans après que sa mère ait migré aux États-Unis. Il est alors confronté à la guerre des diamants et quitte, avec sa famille, sa région natale pour rejoindre la capitale Freetown, avant d'embarquer pour la Gambie. Après deux ans d'attente, il reçoit le feu vert des autorités américaines pour rejoindre sa mère. Installé en banlieue de Los Angeles, il joue au soccer dans les championnats secondaires et universitaires. Après différentes expériences en ligues mineures, il est repêché en 2006 par Colombus Crew. Il lui faut différentes expériences pour s'imposer en Major League Soccer, notamment au Sporting de Kansas City où il s'épanouit au côté du français Aurélien Collin. Ses performances convainquent Norwich City de lui donner une chance en Premier League pour six mois à partir de janvier 2013, sans suite.
Le 2 septembre 2013, il rejoint le Middlesbrough FC. Laissé libre par la formation anglaise à l'été 2014, il retrouve le Crew de Columbus le 7 octobre suivant mais ne peut être qualifié pour la saison alors en cours. Lors de la saison 2015, il est co-meilleur buteur de la saison régulière en compagnie de Sebastian Giovinco. Son club se hisse alors jusqu'en finale de MLS mais il ne peut empêcher la défaite des siens 2 à 1 malgré une nouvelle réalisation.
Il est envoyé le 12 mai 2016 au Revolution de la Nouvelle-Angleterre. Il ne reste qu'une saison et demie dans la région de Boston puisqu'il est échangé aux Whitecaps de Vancouver le 10 décembre 2017.
Le 11 décembre 2018, il est repêché par le FC Cincinnati lors de la draft d'expansion puis est immédiatement transféré aux Rapids du Colorado contre une place du joueur étranger. Il déménage de nouveau lorsque le 19 septembre 2020, il rejoint Minnesota United.
Kamara s'engage en faveur du CF Montréal pour la saison 2022 le 18 février 2022 après avoir évolué quelques mois au HIFK en première division finlandaise en 2021. En janvier 2023, il déclare publiquement sur les réseaux sociaux vouloir être échangé, étant insatisfait des négociations au sujet d'un nouveau contrat. Il demeure néanmoins avec la formation montréalaise pendant la pré-saison. Il quitte finalement le club pour rejoindre le Fire de Chicago le 24 février 2023 contre un montant de 250 000 dollars garantis en montant d'allocation.

## Palmarès
Avec le Sporting de Kansas City, il remporte la Coupe des États-Unis en 2012.

## Statistiques
| Saison                | Club                                 | Championnat           | Championnat | Championnat | Coupe(s) nationale(s) | Coupe(s) nationale(s) | Compétition(s) continentale(s) | Compétition(s) continentale(s) | Compétition(s) continentale(s) | Séries | Séries | Total | Total |
| Saison                | Club                                 | Division              | M.          | B.          | M.                    | B.                    | Comp.                          | M.                             | B.                             | M.     | B.     | M.    | B.    |
| 2006                  | Crew de Columbus                     | MLS                   | 19          | 3           | 1                     | 0                     | -                              | -                              | -                              | -      | -      | 20    | 3     |
| 2007                  | Crew de Columbus                     | MLS                   | 17          | 2           | 1                     | 0                     | -                              | -                              | -                              | -      | -      | 18    | 2     |
| Sous-total            | Sous-total                           | Sous-total            | 36          | 5           | 2                     | 0                     | -                              | 0                              | 0                              | 0      | 0      | 38    | 5     |
| 2008                  | Earthquakes de San José              | MLS                   | 12          | 2           | 0                     | 0                     | -                              | -                              | -                              | -      | -      | 12    | 2     |
| 2008                  | Dynamo de Houston                    | MLS                   | 10          | 2           | -                     | -                     | SL+LCC                         | 2+5                            | 1+2                            | 2      | 1      | 19    | 6     |
| 2009                  | Dynamo de Houston                    | MLS                   | 22          | 5           | 3                     | 0                     | LCC+LCC                        | 2+1                            | 0+1                            | -      | -      | 28    | 6     |
| Sous-total            | Sous-total                           | Sous-total            | 32          | 7           | 3                     | 0                     | -                              | 10                             | 4                              | 2      | 1      | 47    | 12    |
| 2009                  | Sporting de Kansas City              | MLS                   | 6           | 1           | -                     | -                     | -                              | -                              | -                              | -      | -      | 6     | 1     |
| 2010                  | Sporting de Kansas City              | MLS                   | 29          | 10          | 1                     | 0                     | -                              | -                              | -                              | -      | -      | 30    | 10    |
| 2011                  | Sporting de Kansas City              | MLS                   | 30          | 9           | 4                     | 1                     | -                              | -                              | -                              | 3      | 0      | 37    | 10    |
| 2012                  | Sporting de Kansas City              | MLS                   | 33          | 11          | 2                     | 1                     | -                              | -                              | -                              | 2      | 0      | 37    | 12    |
| 2013                  | Sporting de Kansas City              | MLS                   | 15          | 7           | 1                     | 1                     | -                              | -                              | -                              | -      | -      | 16    | 8     |
| Sous-total            | Sous-total                           | Sous-total            | 113         | 38          | 8                     | 3                     | -                              | 0                              | 0                              | 5      | 0      | 126   | 41    |
| 2012-2013             | Norwich City (prêt)                  | Premier League        | 11          | 1           | -                     | -                     | -                              | -                              | -                              | -      | -      | 11    | 1     |
| 2013-2014             | Middlesbrough FC                     | Championship          | 25          | 4           | 0                     | 0                     | -                              | -                              | -                              | -      | -      | 25    | 4     |
| 2015                  | Crew de Columbus                     | MLS                   | 32          | 22          | 0                     | 0                     | -                              | -                              | -                              | 5      | 4      | 37    | 26    |
| 2016                  | Crew de Columbus                     | MLS                   | 9           | 5           | -                     | -                     | -                              | -                              | -                              | -      | -      | 9     | 5     |
| Sous-total            | Sous-total                           | Sous-total            | 41          | 27          | 0                     | 0                     | -                              | 0                              | 0                              | 5      | 4      | 46    | 31    |
| 2016                  | Revolution de la Nouvelle-Angleterre | MLS                   | 21          | 7           | 5                     | 2                     | -                              | -                              | -                              | -      | -      | 26    | 9     |
| 2017                  | Revolution de la Nouvelle-Angleterre | MLS                   | 31          | 12          | 2                     | 0                     | -                              | -                              | -                              | -      | -      | 33    | 12    |
| Sous-total            | Sous-total                           | Sous-total            | 52          | 19          | 7                     | 2                     | -                              | 0                              | 0                              | 0      | 0      | 59    | 21    |
| 2018                  | Whitecaps de Vancouver               | MLS                   | 28          | 14          | 3                     | 3                     | -                              | -                              | -                              | -      | -      | 31    | 17    |
| 2019                  | Rapids du Colorado                   | MLS                   | 29          | 14          | 0                     | 0                     | -                              | -                              | -                              | -      | -      | 29    | 14    |
| 2020                  | Rapids du Colorado                   | MLS                   | 9           | 3           | -                     | -                     | -                              | -                              | -                              | -      | -      | 9     | 3     |
| Sous-total            | Sous-total                           | Sous-total            | 38          | 17          | 0                     | 0                     | -                              | 0                              | 0                              | 0      | 0      | 38    | 17    |
| 2020                  | Minnesota United                     | MLS                   | 9           | 1           | -                     | -                     | -                              | -                              | -                              | -      | -      | 9     | 1     |
| 2021                  | HIFK                                 | Veikkausliiga         | 14          | 5           | -                     | -                     | -                              | -                              | -                              | -      | -      | 14    | 5     |
| 2022                  | CF Montréal                          | MLS                   | 32          | 9           | 2                     | 0                     | LCC                            | 3                              | 0                              | 2      | 0      | 39    | 9     |
| 2023                  | Fire de Chicago                      | MLS                   | 3           | 1           | 0                     | 0                     | LCup                           | 0                              | 0                              | -      | -      | 3     | 1     |
| Total sur la carrière | Total sur la carrière                | Total sur la carrière | 446         | 150         | 25                    | 8                     | -                              | 13                             | 4                              | 14     | 5      | 498   | 167   |